# Baleizão
Baleizão is een plaats (freguesia) in de Portugese gemeente Beja en telt 1 056 inwoners (2001).